# عبد الرحمن بن زياد بن أنعم
عَبْدُ الرَّحْمَنِ بنُ زِيَادِ بنِ أَنْعُمَ عالمُ مسلم، ولد ببرقة، ويُعد أول مولود في الإسلام بإفريقية، ونشأ بها. قال عنه الذهبي: «الإِمَامُ، القُدْوَةُ، شَيْخُ الإِسْلاَمِ، أَبُو أَيُّوْبَ الشَّعْبَانِيُّ، الإِفْرِيْقِيُّ، قَاضِي إِفْرِيْقِيَةَ، وَعَالِمُهَا، وَمُحَدِّثُهَا، عَلَى سُوءٍ فِي حِفْظِه».

## طالع أيضًا
- عقبة بن نافع